# Municipio de Jackson (condado de Northumberland)
El municipio de Jackson  (en inglés: Jackson Township) es un municipio ubicado en el condado de Northumberland en el estado estadounidense de Pensilvania. En el año 2000 tenía una población de 928 habitantes y una densidad poblacional de 28 personas por km².

## Geografía
El municipio de Jackson se encuentra ubicado en las coordenadas 40°43′00″N 76°47′59″O / 40.71667, -76.79972.

## Demografía
Según la Oficina del Censo en 2000 los ingresos medios por hogar en la localidad eran de $36,528 y los ingresos medios por familia eran $44,091. Los hombres tenían unos ingresos medios de $32,014 frente a los $21,944 para las mujeres. La renta per cápita para la localidad era de $16,039. Alrededor del 15,4% de la población estaban por debajo del umbral de pobreza.